# Desenholândia
Desenholândia (no original Toontown) é uma cidade fictícia onde moram personagens de diversos Desenhos animados (chamados simplesmente de "Desenhos").
A primeira aparição foi no filme Uma Cilada para Roger Rabbit, que combina o uso de live-action e animação. Nele, os desenhos são uma espécie de criaturas sapientes que co-existem naturalmente com os seres humanos. Todos os desenhos pertencem a vários canais de televisão criados inicialmente para a exibição de programação infantil como o  Walt Disney Pictures, Warner Bros, MGM, Paramount Pictures e muitos outros.

## Outros usos
Toontown serviu de cenário para a série de televisão Bonkers, sendo reproduzido em parques temáticos da Disney como Mickey's Toontown.
O jogo Toontown Online tem lugar em um mundo dos desenhos animados povoada por Mickey Mouse e seus amigos. Lançado em 2003, foi criado para trazer a franquia de Roger Rabbit para muitos novos usuários, embora não incluem personagens introduzidos em Uma Cilada para Roger Rabbit. Wolf e Disney estavam engajados em uma ação sobre o pagamento de royalties no momento..